# Superzioło
Superzioło (ang. How High) – amerykański film komediowy z 2001 roku. Główną rolę odegrali dwaj raperzy: Method Man i Redman.

## Obsada
- Method Man – Silas P. Silas
- Redman – Jamal King
- Obba Babatundé – Dean Philip Cain
- Mike Epps – Baby Powder (Pan Zasypka)
- Anna Maria Horsford – Pani King (Mamma King)
- Fred Willard – Carl Huntley
- Jeffrey Jones – Wiceprezydent (Vice President)
- Héctor Elizondo – Trener (Bill the Crew Coach)
- Lark Voorhies – Lauren
- Al Shearer – I Need Money
- Chuck Davis – Ivory (duch)
- Essence Atkins – Jamie
- Chris Elwood – Bart
- Thomas Joseph Thyne – Gerald
- Justin Urich – Jeffrey
- Spalding Gray – Profesor Jackson (Professor Jackson)
- Cypress Hill – występ gościnny

## Opis fabuły
Jamal (Redman) i Silas (Method Man) dwaj całkiem zwyczajni uczniowie college'u wchodzą w posiadanie pewnej magicznej substancji do palenia (a dokładniej podczas wyhodowania marihuany z prochów przyjaciela Sylasa, Ivorego (Chuck Davis). Dzięki działaniu tej substancji chłopakom ukazuje się duch Ivorego, który pomaga chłopakom w egzaminach końcowych, dzięki czemu chłopcy uzyskują rewelacyjny, najlepszy w szkole, wynik egzaminów maturalnych, wskutek czego dostają się na bardzo prestiżową wyższą uczelnię - uniwersytet Harvard. Styl życia typowego studenta Harvardu, nie do końca im odpowiada, ale dzięki magicznej substancji radzą sobie całkiem dzielnie. Jednak pewnego dnia zapasy tego specyfiku zostają ukradzione i trzeba będzie sobie radzić bez niej.